# قائمة حلقات بليتش
حلقات مسلسل بليتش مقتبسة من مانغا تحمل نفس الاسم للمؤلف تايت كوبو وأخرجها نوريوكي أبيه وأنتجها تلفاز طوكيو و‌دنتسو و‌إستديو بيرو. تحكي قصة المسلسل عن مغامرات مراهق يدعى إيتشيغو كوروساكي يستطيع رؤية الأرواح حيث يصبح شينيغامي بعد استلام واجبات الشينيغامي روكيا كوتشيكي.
بدأ عرض الحلقات على تلفاز طوكيو في اليابان في 5 أكتوبر 2004. لم تُدبلج الحلقات إلى اللغة العربية ولكن عُرض جزء منها على قناة سبيس باور مترجمة إلى العربية. في الترجمة العربية لم تُتَرجم بعض المصطلحات وأبقت عليها باليابانية كما هي مثل الشينيغامي (تعني إله الموت) والزانباكتو (يعني قاتل الأرواح) والرياتسو (الطاقة الروحية)...إلخ لأسباب عقائدية (كما هو الحال في معظم أعمال مركز الزهرة). كما أن المسلسل غير متاح على موقع كرانشي رول لمنطقة الشرق الأوسط. ابتداءً من الموسم الثالث عشر، بدأ المسلسل يُعرض بجودة 720 بنسبة أبعاد 16:9.
كانت الحلقة 366 بعنوان «تاريخ متغير، قلب ثابت» هي آخر حلقة للمسلسل معروضة على تلفاز طوكيو والتي عُرضت في 27 مارس 2012. توقف المسلسل بعد هذه الحلقة رغم أن المانغا استمرت لتحكي بابًا ختاميًا يسمى «حرب الألف عام الدموية» يتكون من 20 مجلدًا (207 فصل). ويظن البعض أن ذلك التوقف بسبب فقدان الشعبية الكبيرة التي جناها على مر السنين. أُعلن لاحقًا في احتفالية مرور 20 عامًا على السلسلة عن مسلسل جديد يستكمل أحداث المانغا التي توقف عندها المسلسل الأصلي ومن المرجح أن يبدأ بثه في 2021. جمعت أنيبلكس الحلقات في صيغة مجلدات دي في دي في منطقة اليابان وعددها 88 مجلدًا حسب الموسم وأصدرت أول مجلد في 2 فبراير 2005 وآخر مجلد في 23 يناير 2013. في 20 يوليو 2018، أُصدر فيلم درامي حركي بعنوان بليتش وعُرض في دور العرض اليابانية، قبل أن يصبح متاحًا للعالم في 14 سبتمبر 2018.
اِستُخدِمت 45 شارة موسيقية في الحلقات حيث كان 15 منها شارة للبداية و30 شارة للنهاية. أصدر استديو بيرو بعض الأقراص المدمجة تحتوي الشارات وبعض الموسيقى الأخرى. أدَّى مغنيون وفرق موسيقية العديد من الشارات عبر المسلسل وكذلك الأفلام، منهم فرقة أكوا تايمز (4 أغانٍ) والمغنية يويه (أغنيتان) وفرقة سكاندال (أغنيتان) وفرقة بورنو غرافيتي وفرقة صن ست سويش (أغنيتان) وفرقة آر إس بي (أغنيتان) وفرقة سامبو ماستر (أغنيتان).
تنقسم الحلقات في مسلسل الأنمي إلى حلقات مقتبسة مباشرةً من المانغا وحلقات مقتبسة جزئيًا، وحلقات مقتبسة من إضافات بمجلدات بالمانغا (مثل فصول الأوماكي وبعض الرسوم المرفقة) ويصل عددها إلى 5 حلقات مقتبسة كليًا ويوجد حلقتان مقتبستان جزئيًا، وحلقات حصرية لمسلسل الأنمي تمثل حشوًا (بالإنجليزية: Filler)‏ للأحداث ويصل عددها إلى 155 حلقة.

## نظرة عامة

### المسلسل
| الموسم | الموسم | عنوان الموسم                           | الحلقات | البث الأصلياليابان | البث الأصلياليابان | إصدارات منزلية | إصدارات منزلية | إصدارات منزلية |
| الموسم | الموسم | عنوان الموسم                           | الحلقات | أول بث             | آخر بث             | المجلدات       | أول مجلد       | آخر مجلد       |
| ------ | ------ | -------------------------------------- | ------- | ------------------ | ------------------ | -------------- | -------------- | -------------- |
|        | 1      | عميل الشينغامي                         | 20      | 5 أكتوبر 2004      | 15 فبراير 2005     | 5              | 2 فبراير 2005  | 1 يونيو 2005   |
|        | 2      | مجتمع الأرواح: بداية التسلل            | 21      | 1 مارس 2005        | 19 يوليو 2005      | 5              | 27 يوليو 2005  | 23 نوفمبر 2005 |
|        | 3      | مجتمع الأرواح: الإنقاذ                 | 22      | 26 يوليو 2005      | 10 يناير 2006      | 5              | 21 ديسمبر 2005 | 26 أبريل 2006  |
|        | 4      | البونت                                 | 28      | 17 يناير 2006      | 1 أغسطس 2006       | 7              | 24 مايو 2006   | 20 ديسمبر 2006 |
|        | 5      | هجوم البونت على مجتمع الأرواح          | 18      | 8 أغسطس 2006       | 4 يناير 2007       | 4              | 24 يناير 2007  | 25 أبريل 2007  |
|        | 6      | آرانكر: الوصول                         | 22      | 10 يناير 2007      | 27 يونيو 2007      | 5              | 27 يونيو 2007  | 24 أكتوبر 2007 |
|        | 7      | آرانكر: بداية التسلل إلى الهيوكو موندو | 20      | 4 يوليو 2007       | 5 ديسمبر 2007      | 5              | 19 ديسمبر 2007 | 23 أبريل 2008  |
|        | 8      | آرانكر: القتال الضاري                  | 16      | 12 ديسمبر 2007     | 16 أبريل 2008      | 4              | 28 مايو 2008   | 27 أغسطس 2008  |
|        | 9      | القائد الجديد شوسوكي أماغاي            | 22      | 23 أبريل 2008      | 7 أكتوبر 2008      | 5              | 26 نوفمبر 2008 | 25 مارس 2009   |
|        | 10     | الآرانكر ضد الشينيغامي                 | 16      | 14 أكتوبر 2008     | 3 فبراير 2009      | 4              | 27 مايو 2009   | 26 أغسطس 2009  |
|        | 11     | الماضي                                 | 7       | 10 فبراير 2009     | 24 مارس 2009       | 2              | 25 نوفمبر 2009 | 16 ديسمبر 2009 |
|        | 12     | آرانكر: معركة كاراكورا الحاسمة         | 17      | 31 مارس 2009       | 21 يوليو 2009      | 4              | 27 يناير 2010  | 25 أبريل 2010  |
|        | 13     | حكايات قاتل الأرواح غير المعروفة       | 36      | 28 يوليو 2009      | 6 أبريل 2010       | 9              | 26 مايو 2010   | 26 يناير 2011  |
|        | 14     | آرانكر: السقوط                         | 51      | 13 أبريل 2010      | 5 أبريل 2011       | 12             | 23 فبراير 2011 | 25 يناير 2012  |
|        | 15     | غزو فرق الحماية 13                     | 26      | 12 أبريل 2011      | 4 أكتوبر 2011      | 6              | 22 فبراير 2012 | 25 يوليو 2012  |
|        | 16     | الشينيغامي البديل المفقود              | 24      | 11 أكتوبر 2011     | 27 مارس 2012       | 6              | 22 أغسطس 2012  | 23 يناير 2013  |

### أخرى
| نوع الإصدار | العدد | البث الأصلياليابان | البث الأصلياليابان | إصدارات منزلية | إصدارات منزلية | إصدارات منزلية |
| نوع الإصدار | العدد | أول بث             | آخر بث             | المجلدات       | أول مجلد       | آخر مجلد       |
| ----------- | ----- | ------------------ | ------------------ | -------------- | -------------- | -------------- |
| أفلام       | 4     | 16 ديسمبر 2006     | 4 ديسمبر 2010      | 4              | 5 سبتمبر 2007  | 24 أغسطس 2011  |
| أوفا        | 2     | —                  | —                  | —              | 2004           | 2005           |

## قائمة الحلقات

### الموسم الأول: عميل الشينغامي
| الرقم | عنوان الحلقة                                                 | فصول المانغا | تاريخ العرض الأصلي |
| ----- | ------------------------------------------------------------ | ------------ | ------------------ |
| 1     | «يوم أصبحت شينيغامي» (死神になっちゃった日)                  | 1            | 5 أكتوبر 2004      |
| 2     | «عمل الشينيغامي» (死神のお仕事)                              | 2-4          | 12 أكتوبر 2004     |
| 3     | «أمنية الأخ الأكبر، أمنية الأخت الصغرى» (兄の想い、妹の想い) | 4-6          | 19 أكتوبر 2004     |
| 4     | «ببغاء ملعون» (呪いのインコ)                                 | 7-9          | 26 أكتوبر 2004     |
| 5     | «اهزم العدو الخفي!» (見えない敵を殴れ！)                     | 9-12         | 2 نوفمبر 2004      |
| 6     | «قاتل حتى الموت! إيتشيغو ضد إيشتيغو» (死闘！一護VSイチゴ)    | 13-15        | 9 نوفمبر 2004      |
| 7     | «تحية من دمية محشوة» (ぬいぐるみからコンにちは)              | 16-17        | 16 نوفمبر 2004     |
| 8     | «17 يونيو، ذاكرة المطر» (6月17日、雨の記憶)                  | 18-20        | 23 نوفمبر 2004     |
| 9     | «عدو لا يُهزم» (倒せない敵)                                   | 20-25        | 30 نوفمبر 2004     |
| 10    | «اعتداء على نزهة في أرض مقدسة!» (ぶらり霊場突撃の旅!)        | 27-32        | 7 ديسمبر 2004      |
| 11    | «الكوينسي الأسطوري» (伝説のクインシー)                       | 33-36        | 14 ديسمبر 2004     |
| 12    | «يد يمنى لطيفة» (やさしい右腕)                               | 36-40        | 21 ديسمبر 2004     |
| 13    | «زهرة و‌مجوف» (花とホロウ)                                    | 41-44        | 28 ديسمبر 2004     |
| 14    | «العودة إلى الوراء، قتال حتى الموت!» (背中合わせの死闘！)    | 45-50        | 11 يناير 2005      |
| 15    | «خطة كون العظيمة» (コンのウハウハ大作戦)                     | 26، 51-52    | 18 يناير 2005      |
| 16    | «اللقاء: أباراي رينجي!» (阿散井恋次、見参！)                 | 52-54        | 25 يناير 2005      |
| 17    | «موت إيتشيغو!» (一護、死す！)                                | 55-57        | 1 فبراير 2005      |
| 18    | «الاستعادة! قوة الشينيغامي!» (取り戻せ！死神の力!)           | 58-61        | 8 فبراير 2005      |
| 19    | «إيتشيغو يصبح مجوف!» (一護、ホロウに墜ちる!)                 | 62-65        | 15 فبراير 2005     |
| 20    | «إيتشيمارو الظل الفضي» (市丸ギンの影)                        | 65-70        | 22 فبراير 2005     |

### الموسم الثاني: مجتمع الأرواح: بداية التسلل
| الرقم | عنوان الحلقة                                                    | فصول المانغا | تاريخ العرض الأصلي |
| ----- | --------------------------------------------------------------- | ------------ | ------------------ |
| 21    | «الدخول! عالم الشينيغامي» (突入！死神の世界)                    | 71-74        | 1 مارس 2005        |
| 22    | «الرجل الذي يكره الشينيغامي» (死神を憎む男)                     | 75-77        | 8 مارس 2005        |
| 23    | «عقوبة روكيا، قبل اليوم الرابع عشر» (ルキア処刑、14日前)        | 78-79        | 15 مارس 2005       |
| 24    | «التجمع! الثلاثة عشرة فرقة» (結集！護廷13隊)                    | 80-82        | 22 مارس 2005       |
| 25    | «التسلل إلى المركز بواسطة قنبلة عملاقة؟» (巨大砲弾で中央突破？) | 83-85        | 29 مارس 2005       |
| 26    | «التشكيل! الثنائي الأسوأ» (結成！最悪のタッグ)                  | 85-87        | 5 أبريل 2005       |
| 27    | «إطلاق الضربة المميتة!» (必殺の一撃を放て！)                    | 88-89        | 12 أبريل 2005      |
| 28    | «أوريهيمي أصبحت مستهدفة» (狙われた織姫)                         | 89-91        | 19 أبريل 2005      |
| 29    | «اختراق! شبكة الشينيغامي الشاملة» (突破せよ！死神包囲網)        | 92-93        | 26 أبريل 2005      |
| 30    | «مواجهة رينجي» (立ちはだかる恋次)                               | 94-95        | 3 مايو 2005        |
| 31    | «قرار القتل» (斬る為の覚悟)                                     | 96-97        | 10 مايو 2005       |
| 32    | «النجوم والضال» (星と野良犬)                                    | 98           | 17 مايو 2005       |
| 33    | «معجزة! البطل الجديد الغامض» (奇跡！謎の新ヒーロー)             | 88.5         | 24 مايو 2005       |
| 34    | «مأساة الفجر» (夜明けの惨劇)                                    | 99-100       | 31 مايو 2005       |
| 35    | «اغتيال آيزن! الظلام الذي يقترب» (藍染暗殺！忍び寄る闇)         | 101-102      | 7 يونيو 2005       |
| 36    | «اقتراب زاراكي كينباتشي» (更木剣八、迫る！)                     | 103-104      | 14 يونيو 2005      |
| 37    | «سبب القبضة» (拳の理由)                                         | 105-107      | 21 يونيو 2005      |
| 38    | «اليأس! زانغيتسو المكسور» (絶体絶命！折られた斬月)              | 108-110      | 28 يونيو 2005      |
| 39    | «الرجل الخالد» (不死身の男)                                     | 110-113      | 5 يوليو 2005       |
| 40    | «الشينيغامي الذي قابله غانجو» (ガンジュの見た死神)              | 114-115      | 12 يوليو 2005      |
| 41    | «جمع الشمل، إيتشيغو وروكيا» (再会、一護とルキア)                | 116-117      | 19 يوليو 2005      |

### الموسم الثالث: مجتمع الأرواح: الإنقاذ
| الرقم | عنوان الحلقة                                                                            | فصول المانغا | تاريخ العرض الأصلي |
| ----- | --------------------------------------------------------------------------------------- | ------------ | ------------------ |
| 42    | «يورويتشي، إلهة الوميض، ترقص!» (瞬神夜一、舞う！)                                       | 118-120      | 26 يوليو 2005      |
| 43    | «الشينيغامي الحقير» (卑劣な死神)                                                        | 120-123      | 2 أغسطس 2005       |
| 44    | «قوة إيشيدا النهائية!» (石田、極限の力！)                                               | 124-126      | 9 أغسطس 2005       |
| 45    | «تخطي الحدود!» (限界を越えろ！)                                                         | 127-129      | 16 أغسطس 2005      |
| 46    | «تسجيلات أصلية! مدرسة الشينيغامي» (実録！死神の学校)                                    | -17          | 23 أغسطس 2005      |
| 47    | «المنتقمون» (仇討つ者たち)                                                              | 129-131      | 30 أغسطس 2005      |
| 48    | «زئير هيتسوغايا!» (日番谷、吼える！)                                                    | 131-133      | 6 سبتمبر 2005      |
| 49    | «كابوس روكيا» (ルキアの悪夢)                                                            | 133-136      | 13 سبتمبر 2005     |
| 50    | «الأسد اليقظ» (よみがえる獅子)                                                          | أوماكي       | 20 سبتمبر 2005     |
| 51    | «صباح العقوبة» (処刑の朝)                                                               | 137-139      | 27 سبتمبر 2005     |
| 52    | «رينجي، يمين الروح! قتال مميت ضد بياكويا» (恋次、魂の誓い！白哉との死闘)                | 140-144      | 4 أكتوبر 2005      |
| 53    | «إغراء غين إيتشيمارو، قرار الدمار» (市丸ギンの誘惑、崩された覚悟)                       | 144-148      | 4 أكتوبر 2005      |
| 54    | «يمين منجز! أعد روكيا!» (果たされる誓い！ルキア奪還なるか！)                            | 149-152      | 18 أكتوبر 2005     |
| 55    | «الشينيغامي الأقوى! المواجهة النهائية بين المعلم والتلميذ» (最強の死神！究極の師弟対決) | 153-156      | 25 أكتوبر 2005     |
| 56    | «معركة فوق صوتية! قرار إلهة الشهامة» (超速の戦い！武の女神、決す)                       | 157-159      | 1 نوفمبر 2005      |
| 57    | «ألف زهرة كرز، مسحوقة! توجه زانغيتسو نحو السماء» (千本桜、粉砕！天を衝く斬月)           | 159-161      | 8 نوفمبر 2005      |
| 58    | «فض الختم! النصل الأسود، القوة الخارقة» (開放！黒き刃、奇跡の力)                        | 161-163      | 15 نوفمبر 2005     |
| 59    | «اختتام المباراة المميتة! فخر أبيض ورغبة سوداء» (死闘決着！白き誇りと黒き想い)          | 164-167      | 22 نوفمبر 2005     |
| 60    | «حقيقة اليأس، الخنجر الملَّوح» (絶望の真実、振り下ろされた凶刃)                           | 168-171      | 6 ديسمبر 2005      |
| 61    | «بروز آيزن! طموحه المخيف» (藍染、立つ！恐るべき野望)                                    | 172-175      | 13 ديسمبر 2005     |
| 62    | «الاجتماع معًا! مجموعة الشينيغامي الأقوى» (集結せよ！最強の死神集団)                     | 176-179      | 20 ديسمبر 2005     |
| 63    | «قرار روكيا، مشاعر إيتشيغو» (ルキアの決意、一護の想い)                                  | 180-183      | 10 يناير 2006      |

### الموسم الرابع: البونت
| الرقم | عنوان الحلقة                                                                                            | فصول المانغا | تاريخ العرض الأصلي |
| ----- | --- | ------------ | ------------------ |
| 64    | «فصل دراسي جديد، رينجي قد أتى إلى العالم المادي؟!» (新学期、現世に恋次がやって来た！？)                 | حصرية        | 17 يناير 2006      |
| 65    | «رعب زاحف، الضحية الثانية» (忍び寄る恐怖、２番目の犠牲者)                                               | حصرية        | 24 يناير 2006      |
| 66    | «اختراق! الفخ المخفي في المتاهة» (突破せよ！迷宮に潜む罠)                                               | حصرية        | 31 يناير 2006      |
| 67    | «لعبة الموت! زميل الدراسة المفقود» (死のゲーム！消えるクラスメイト)                                     | حصرية        | 7 فبراير 2006      |
| 68    | «هوية الشيطان الحقيقة، السر الذي كُشف» (悪魔の正体、明かされた秘密)                                      | حصرية        | 14 فبراير 2006     |
| 69    | «البونت! صائدو الأرواح» (バウント！魂を狩る者たち)                                                      | حصرية        | 14 فبراير 2006     |
| 70    | «عودة روكيا، إعادة تشكيل الفريق البديل» (ルキアの帰還！代行チーム復活)                                  | حصرية        | 21 فبراير 2006     |
| 71    | «لحظة التصادم! يد شرير تقترب من الكوينسي» (激突の時！クインシーに迫る魔の手)                            | حصرية        | 7 مارس 2006        |
| 72    | «هجوم مائي! الهروب من المستشفى المغلقة» (水の攻撃！閉ざされた病院からの脱出)                            | حصرية        | 14 مارس 2006       |
| 73    | «تجمع البونت! الرجل الذي يقوم بحركته» (バウント集結！動き出す男)                                        | حصرية        | 28 مارس 2006       |
| 74    | «ذكريات من عشيرة خالدة» (永遠を生きる一族の記憶)                                                        | حصرية        | 28 مارس 2006       |
| 75    | «حدث تحطم الأرض في الفرقة الحادية عشرة! الشينيغامي الذين ينهضون مجددًا» (十一番隊激震！よみがえった死神) | حصرية        | 4 أبريل 2006       |
| 76    | «قوة محطمة! فريدو ضد زانغيتسو» (力の激突！フリードVS斬月)                                               | حصرية        | 4 أبريل 2006       |
| 77    | «الضغينة التي لا تختفي! الشينغامي الذي قتله كينباتشي» (消えぬ怨念！剣八が斬った死神)                    | حصرية        | 11 أبريل 2006      |
| 78    | «الكشوف الصادمة للثلاثة عشرة فرقة! الحقيقة المدفونة في التاريخ» (護廷十三隊驚愕!! 歴史に埋もれた真実)   | حصرية        | 2 مايو 2006        |
| 79    | «قرار موت يوشينو» (芳野、死をかけた想い)                                                                | حصرية        | 9 مايو 2006        |
| 80    | «اعتداء من عدو هائل! خط دفاع أخير ضئيل؟!» (強敵の急襲！小さな最終防衛線!?)                              | حصرية        | 16 مايو 2006       |
| 81    | «تحرك هيتسوغايا! الهجوم على الشارع» (日番谷動く！襲われた街)                                            | حصرية        | 23 مايو 2006       |
| 82    | «إيتشيغو ضد داروكو! وصول الظلام المتلاشي» (一護VSダルク！白き闇の出現)                                  | حصرية        | 30 مايو 2006       |
| 83    | «ظل رمادي، سر الدمية» (灰色の影、ドールの秘密)                                                          | حصرية        | 6 يونيو 2006       |
| 84    | «تفكك الفريق البديل؟ خيانة روكيا» (代行チーム分裂？裏切ったルキア)                                      | حصرية        | 13 يونيو 2006      |
| 85    | «معركة الدموع! روكيا ضد أوريهيمي» (涙の死闘！ルキアvs織姫)                                              | حصرية        | 13 يونيو 2006      |
| 86    | «رانغيكو ترقص! اصرع العدو الخفي» (乱菊舞う！見えない敵を斬れ)                                           | حصرية        | 20 يونيو 2006      |
| 87    | «استدعاء بياكويا! الثلاثة عشر فرقة تتحرك» (白哉召集！動き出す護廷十三隊)                                | حصرية        | 4 يوليو 2006       |
| 88    | «إبادة نواب القادة؟! فخ في الكهف تحت الأرض» (副隊長全滅!?地下洞窟の罠)                                  | حصرية        | 11 يوليو 2006      |
| 89    | «إعادة المبارة؟! إيشيدا ضد نيمو» (再戦!? 石田 VS ネム)                                                  | حصرية        | 18 يوليو 2006      |
| 90    | «رينجي أباراي، بانكاي الروح!» (阿散井恋次、魂の卍解！)                                                  | حصرية        | 25 يوليو 2006      |
| 91    | «الشينيغامي والكوينسي، القوة المنتعشة» (死神とクインシー、よみがえる力)                                 | حصرية        | 1 أغسطس 2006       |

### الموسم الخامس: هجوم البونت على مجتمع الأرواح
| الرقم | عنوان الحلقة                                                                       | فصول المانغا                               | تاريخ العرض الأصلي |
| ----- | ---------------------------------------------------------------------------------- | ------------------------------------------ | ------------------ |
| 92    | «دخول عالم الشينيغامي، مجددًا» (死神世界への突入、再び)                             | حصرية                                      | 8 أغسطس 2006       |
| 93    | «اعتداء البونت! الفوضى في الثلاثة عشرة فرقة» (バウンド強襲！激震の護廷十三隊)      | حصرية                                      | 15 أغسطس 2006      |
| 94    | «قرار هيتسوغايا! اقتراب لحظة الصراع» (日番谷の決意！激突の時迫る)                  | حصرية                                      | 22 أغسطس 2006      |
| 95    | «بياكويا يخوض المعركة! رقصة تقسيم رياح أزهار الكرز» (白哉出陣！風を裂く桜の舞)     | حصرية                                      | 5 سبتمبر 2006      |
| 96    | «إيتشيغو・بياكويا・كاريا، معركة الثلاثة الأشداء!» (一護・白哉・狩矢、三極の戦い！) | حصرية                                      | 12 سبتمبر 2006     |
| 97    | «خروج هيتسوغايا! اهزم العدو في الغابة» (日番谷出撃！森の中の敵を斬れ)              | حصرية                                      | 19 سبتمبر 2006     |
| 98    | «اشتباك! كينباتشي زاراكي ضد ماكي إيتشنوس» (激突！更木剣八VS一之瀬真樹)             | حصرية                                      | 4 أكتوبر 2006      |
| 99    | «شينيغامي ضد شينيغامي! القوة غير المسيطر عليها» (死神VS死神！暴走する力)           | حصرية                                      | 11 أكتوبر 2006     |
| 100   | «موت سوي فونغ؟ نهاية الفيلق السري المتنقل» (砕蜂死す？隠密機動の最後)              | حصرية                                      | 18 أكتوبر 2006     |
| 101   | «بانكاي مايوري!! ساواتاري - معركة الشياطين» (マユリ卍解!!沢渡・悪魔の激突)         | حصرية                                      | 1 نوفمبر 2006      |
| 102   | «الكوينسي الأخير! القوة المفجرة» (最後のクインシー！暴発する力)                    | حصرية                                      | 8 نوفمبر 2006      |
| 103   | «إيشيدا، تجاوز حدود الهجوم!» (石田、限界を超えて撃て！)                            | حصرية                                      | 15 نوفمبر 2006     |
| 104   | «نضال الفرقة العاشرة المميت! إطلاق هيورينمارو» (死闘十番隊！氷輪丸を放て)          | حصرية                                      | 22 نوفمبر 2006     |
| 105   | «كاريا، العد التنازلي للانفجار» (狩矢！爆発へのカウントダウン)                     | حصرية                                      | 29 نوفمبر 2006     |
| 106   | «الحياة والانتقام! إيشيدا، الاختيار النهائي» (命と復讐！石田、究極の選択)          | حصرية                                      | 6 ديسمبر 2006      |
| 107   | «النصل المتأرجح لأسفل! لحظة الخراب» (振り下ろされた刃！破滅の瞬間)                 | حصرية                                      | 13 ديسمبر 2006     |
| 108   | «عويل البونت! الاشتباك الأخير» (慟哭のバウント！最後の激突)                        | حصرية                                      | 20 ديسمبر 2006     |
| 109   | «إيتشيغو وروكيا، الأفكار الدائرة حول السماء» (一護とルキア、廻天する想い)          | قصة جانبية أ - الرمل قصة جانبية ب - الدوَّار | 4 يناير 2007       |

### الموسم السادس: آرانكر: الوصول
| الرقم | عنوان الحلقة                                                                    | فصول المانغا | تاريخ العرض الأصلي |
| ----- | ------------------------------------------------------------------------------- | ------------ | ------------------ |
| 110   | «إعادة فتح عمل البديل! الطالب المنقول المخيف» (代行業再開！恐怖の転校生)        | 183-186      | 10 يناير 2007      |
| 111   | «صدمة! هوية الأب الحقيقة» (驚愕！親父達の正体)                                  | 186-187      | 17 يناير 2007      |
| 112   | «بداية الحرب، الفايزرد والآرانكر» (戦いの始まり、仮面の軍勢と破面)              | 188-190      | 24 يناير 2007      |
| 113   | «تمهيدًا لنهاية العالم، هجوم الآرانكر!» (世界崩壊への序曲、アランカル襲来！)     | 190-192      | 31 يناير 2007      |
| 114   | «جمع الشمل، إيتشيغو وروكيا والشينغامي» (再会、一護とルキアと死神たち)           | 193-195      | 7 فبراير 2007      |
| 115   | «مهمة! الشنيغامي قد أتوا» (特命！やってきた死神たち)                            | 196-197      | 14 فبراير 2007     |
| 116   | «العين الشريرة، عودة آيزن» (悪しき瞳、藍染再び)                                 | 198-199      | 21 فبراير 2007     |
| 117   | «بداية معركة روكيا! النصل الأبيض المجمد» (ルキア戦闘開始！凍りつく白い刃)       | 199-202      | 28 فبراير 2007     |
| 118   | «بانكاي إيكاكو! القوة التي تحطم كل شيء» (一角卍解！全てを砕く力)                | 203-205      | 7 مارس 2007        |
| 119   | «قصة فرقة زاراكي السرية! الرجال المحظوظون» (更木隊秘話！ツイている男たち)       | 206          | 21 مارس 2007       |
| 120   | «انتشار هيتسوغايا! هيورينمارو المكسور» (日番谷散る！砕けた氷輪丸)               | 207-209      | 28 مارس 2007       |
| 121   | «تصادم! الحامي ضد حامل الرسالة» (激突！護る者VS被る者)                          | 210-213      | 11 أبريل 2007      |
| 122   | «فايزرد! قوة الصحوة» (ヴァイザード！目覚めし者たちの力)                         | 213-215      | 18 أبريل 2007      |
| 123   | «إيتشيغو، التجوُّف المكتمل؟!» (一護、完全ホロウ化!?)                              | 216-218      | 25 أبريل 2007      |
| 124   | «اشتباك! البانكاي الأسود والبانكاي الأبيض» (激突！黒い卍解と白い卍解)           | 219-220      | 2 مايو 2007        |
| 125   | «تقرير عاجل! خطة آيزن المرعبة» (緊急報告！藍染の恐るべき計画)                   | 221-223      | 9 مايو 2007        |
| 126   | «أوريو ضد ريوكين! اشتباك آباء وأبناء الكوينسي» (雨竜VS竜弦！激突クインシー親子) | 224-226      | 16 مايو 2007       |
| 127   | «قرار أوراهارا، أفكار أوريهيمي» (浦原の決断、織姫の想い)                        | 227-229      | 30 مايو 2007       |
| 128   | «الآرانكر الكابوس! تحرك فريق هيتسوغايا» (悪夢のアランカル！日番谷隊出撃)        | حصرية        | 6 يونيو 2007       |
| 129   | «انقضاض أصل مبعوث الظلام! انتشار الحقد» (舞い降りた闇の使者！増殖する悪意)      | حصرية        | 13 يونيو 2007      |
| 130   | «العدو الخفي! قرار هيستوغايا عديم الرحمة» (見えない敵！日番谷、非情な決断)      | حصرية        | 20 يونيو 2007      |
| 131   | «دموع رانغيكو، الفراق الحزين للأخ والأخت» (乱菊の涙、哀しき兄妹の別れ)          | حصرية        | 27 يونيو 2007      |

### الموسم السابع: آرانكر: بداية التسلل إلى الهيوكو موندو
| الرقم | عنوان الحلقة                                                                          | فصول المانغا | تاريخ العرض الأصلي |
| ----- | ------------------------------------------------------------------------------------- | ------------ | ------------------ |
| 132   | «هيتسوغايا وكارين وكرة القدم» (日番谷と夏梨とサッカーボール)                          | حصرية        | 4 يوليو 2007       |
| 133   | «حكاية كيندو إيكاكو ذات الدم الحار» (一角、熱血剣道物語)                              | حصرية        | 11 يوليو 2007      |
| 134   | «الباتيسير الجميل، يوميتشيكا!» (美しきパティシエ、弓親！)                             | حصرية        | 18 يوليو 2007      |
| 135   | «خُدع كون! رانغيكو على المراقبة..» (はかられた、コン！乱菊は見ていた・・)              | حصرية        | 25 يوليو 2007      |
| 136   | «الحرب الأهلية في الهيوكو موندو! موت ألوكيورا» (ウェコムンドの内乱！ウルキオラの死)   | حصرية        | 8 أغسطس 2007       |
| 137   | «المعركة الخبيثة، فخ آيزن» (悪意の戦い、藍染の罠)                                     | حصرية        | 22 أغسطس 2007      |
| 138   | «تحرك الهيوكو موندو مجددًا! هيتسوغايا ضد يامي» (ウェコムンド再動！日番谷vsヤミー)      | 229-231      | 29 أغسطس 2007      |
| 139   | «إيتشيغو ضد غريمجو، معركة الإحدى عشر ثانية» (一護vsグリムジョー、11秒の戦い)          | 231-234      | 5 سبتمبر 2007      |
| 140   | «مخطط ألوكيورا، لحظة غروب الشمس» (策謀のウルキオラ、太陽が沈む時)                     | 234-236      | 12 سبتمبر 2007     |
| 141   | «وداعًا...، كروساكي» (さよなら…、黒崎くん)                                             | 237          | 19 سبتمبر 2007     |
| 142   | «أمر صارم! إنقاذ أوريهيمي إينوي المحرم» (厳命！井上織姫ノ救出ヲ禁ズ)                  | 238-239      | 26 سبتمبر 2007     |
| 143   | «انتعاش غريمجو» (復活のグリムジョー)                                                  | 240-241      | 3 أكتوبر 2007      |
| 144   | «إيشيدا وتشاد، تسارع قوة جديدة» (石田・チャド、新しき力の胎動)                        | 241-243      | 17 أكتوبر 2007     |
| 145   | «اجتماع الإسبادا! مجلس آيزن الملكي» (エスパーダ集結！藍染の御前会議)                  | 244-245      | 24 أكتوبر 2007     |
| 146   | «الاسم هو نيل! ظهور الآرانكر الغريب» (その名はネル！不思議なアランカル登場)           | 246-247      | 31 أكتوبر 2007     |
| 147   | «غابة المينوس! البحث عن روكيا المفقودة» (メノスの森！消えたルキアを探せ)              | حصرية        | 7 نوفمبر 2007      |
| 148   | «أشيدو، الشينيغامي الذي أتى من الماضي» (アシド、過去から来た死神)                     | حصرية        | 14 نوفمبر 2007     |
| 149   | «عبر غابة محطمة، مليون مينوس» (崩れ行く森、百万のメノス)                              | 247          | 21 نوفمبر 2007     |
| 150   | «يمين! عد إلى هنا حيًا مجددًا» (誓い！再び生きてこの場所へ)                             | 248-249      | 28 نوفمبر 2007     |
| 151   | «العاصفة الهائجة! اللقاء مع الآرانكر الراقص» (吹き荒れる暴風！踊るアランカルとの遭遇) | 250-251      | 5 ديسمبر 2007      |

### الموسم الثامن: آرانكر: القتال الضاري
| الرقم | عنوان الحلقة                                                                     | فصول المانغا                          | تاريخ العرض الأصلي |
| ----- | -------------------------------------------------------------------------------- | ------------------------------------- | ------------------ |
| 152   | «انتقام إيتشيغو! هذا هو البانكاي الخاص بي» (一護反撃！こいつが俺の卍解だ)        | 252-254                               | 12 ديسمبر 2007     |
| 153   | «البحث الشيطاني! خطة زايل أبورو» (悪魔の研究！ザエルアポロの企み)                | 254-256، 262                          | 19 ديسمبر 2007     |
| 154   | «روكيا وكاين، جمع الشمل المحزن» (ルキアと海燕、哀しみの再会)                     | 263-264                               | 26 ديسمبر 2007     |
| 155   | «انتقام روكيا! إطلاق الكيدو اليائس» (ルキア反撃！決死の鬼道を放て)               | 264-267                               | 9 يناير 2008       |
| 156   | «إيشيدا & بيشي، هجوم الصداقة المتحد؟» (石田＆ペッシェ、友情の合体攻撃?)          | 256-257                               | 16 يناير 2008      |
| 157   | «ورقة إيشيدا الرابحة، سيلي شنايدر» (石田の切り札、魂を切り裂くもの)              | 258-259                               | 23 يناير 2008      |
| 158   | «يد العملاق اليمنى، يد الشيطان اليسرى» (巨人の右腕、悪魔の左腕)                  | 260-261                               | 30 يناير 2008      |
| 159   | «موت ياستورا سادو! دموع أوريهيمي» (茶渡泰虎死す！織姫の涙)                       | 262-265، 267                          | 6 فبراير 2008      |
| 160   | «عهد، قلبك هنا تمامًا...» (遺言、心は此処に…)                                     | 267-269                               | 13 فبراير 2008     |
| 161   | «الآرانكار القاسي، إثارة ألوكيورا» (残酷な破面、ウルキオラの挑発)                | 269-270                               | 20 فبراير 2008     |
| 162   | «ضحك زايل أبورو!، شبكة رينجي المحاصِرة اكتملت» (笑うザエルアポロ、恋次包囲網完成) | 270-272                               | 27 فبراير 2008     |
| 163   | «الشينيغامي والكوينسي، المعركة مع الجنون» (死神とクインシー、狂気との戦い)       | 272-274                               | 5 مارس 2008        |
| 164   | «خطة إيشيدا، عشرون ثانية من الهجوم والدفاع» (石田の作戦、20秒の攻防)             | 275-277 حكايات كل يوم المملة الجزء 21 | 12 مارس 2008       |
| 165   | «نية القاتل تغلي! غريمجو السعيد» (殺意沸騰！歓喜のグリムジョー)                  | 278-280                               | 19 مارس 2008       |
| 166   | «جهد يائس ضد جهد يائس! إيتشيغو المتجوف» (死力VS死力！ホロウ化した一護)           | 281-283                               | 9 أبريل 2008       |
| 167   | «لحظة الختام، نهاية غريمجو» (決着の時、グリムジョーの最後)                       | 284-286                               | 16 أبريل 2008      |

### الموسم التاسع: القائد الجديد شوسوكي أماغاي
| الرقم | عنوان الحلقة                                                                                 | فصول المانغا | تاريخ العرض الأصلي |
| ----- | -------------------------------------------------------------------------------------------- | ------------ | ------------------ |
| 168   | «ظهور القائد الجديد! اسمه هو شوسوكي أماغاي» (新隊長登場！その名は天貝繍助)                   | حصرية        | 23 أبريل 2008      |
| 169   | «تنمية جديدة، ظهور الطالب الخطير المنقول!» (新展開､危険な転校生現る！)                       | حصرية        | 7 مايو 2008        |
| 170   | «الصراع اليائس تحت الليل المقمر، السفاك والزانباكتو الغامضان» (月夜の死闘、謎の刺客と斬魄刀) | حصرية        | 14 مايو 2008       |
| 171   | «كينريو، الإسراف في إزهار الزهور القرمزية» (犬龍、咲き乱れる紅の華)                          | حصرية        | 21 مايو 2008       |
| 172   | «كيبوني يذهب إلى الحرب! العاصفة العنيفة المحتدمة» (貴船出陣！吹き荒れる烈風)                 | حصرية        | 28 مايو 2008       |
| 173   | «ظهور الشر العظيم! الظلام في منزل كاسوميوجي» (巨悪の登場！霞大路家の闇)                      | حصرية        | 4 يونيو 2008       |
| 174   | «كسر حدود المرآة! أسر إيتشيغو» (鏡の境界を破れ！捕らわれの一護)                              | حصرية        | 11 يونيو 2008      |
| 175   | «السفاك المنتقم، استهداف إيتشيغو» (復讐の刺客、狙われた一護)                                 | حصرية        | 18 يونيو 2008      |
| 176   | «غموض! سيف السفاك المُستهلَك» (怪奇！刀を喰う暗殺者)                                           | حصرية        | 25 يونيو 2008      |
| 177   | «انعكاس روكيا، النصل الهائج» (逆転のルキア、暴走する刀)                                      | حصرية        | 25 يونيو 2008      |
| 178   | «الكابوس الذي ظهر، إيتشيغو بداخل المرآة» (見せられた悪夢、鏡の中の一護)                      | حصرية        | 2 يوليو 2008       |
| 179   | «مواجهة؟! أماغاي ضد الغوتاي 13» (対立！？ 天貝VS護廷十三隊)                                  | حصرية        | 9 يوليو 2008       |
| 180   | «قرار الأميرة، العروس الحزينة» (姫の決意、哀しき花嫁)                                        | حصرية        | 16 يوليو 2008      |
| 181   | «قصص الفرقة الثانية! إيتشيغو محاصر» (二番隊出撃！包囲された一護)                             | حصرية        | 23 يوليو 2008      |
| 182   | «قوة أماغاي الحقيقية، إطلاق الزانباكتو!» (天貝(あまがい)の実力、斬魄刀(ざんぱきとう)解放！)  | حصرية        | 30 يوليو 2008      |
| 183   | «الظلام المتحرك! ألوان كيبوني الحقيقية» (動き出した闇！貴船(きぶね)の正体)                   | حصرية        | 6 أغسطس 2008       |
| 184   | «كيرا وكيبوني، هجوم ودفاع الفرقة الثالثة» (吉良と貴船、三番隊の攻防)                         | حصرية        | 20 أغسطس 2008      |
| 185   | «الجليد واللهب! قتال ضاري بين أماغاي وهيتسوغايا» (氷と炎！天貝VS日番谷の激闘)                | حصرية        | 27 أغسطس 2008      |
| 186   | «أوامر الغارة! قمع منزل كاسوميوجي» (出撃指令！霞大路家を制圧せよ)                            | حصرية        | 3 سبتمبر 2008      |
| 187   | «احتدام إيتشيغو! سر السفاك» (一護激怒！暗殺者の秘密)                                         | حصرية        | 10 سبتمبر 2008     |
| 188   | «مبارزة! أماغاي ضد إيتشيغو» (決闘！天貝ＶＳ一護)                                             | حصرية        | 17 سبتمبر 2008     |
| 189   | «فخر الشينيغامي الساقط» (堕ちた死神の誇り)                                                   | حصرية        | 7 أكتوبر 2008      |

### الموسم العاشر: الآرانكر ضد الشينيغامي
| الرقم | عنوان الحلقة                                                         | فصول المانغا | تاريخ العرض الأصلي |
| ----- | -------------------------------------------------------------------- | ------------ | ------------------ |
| 190   | «فصل الهيوكو موندو، إعادة البدأ!» (堕ウェコムンド編、再開！)         | 178، 286-287 | 14 أكتوبر 2008     |
| 191   | «المأدبة المخيفة، مسرح زايل أبورو» (恐宴, ザエルアポロ劇場)          | 288-289      | 21 أكتوبر 2008     |
| 192   | «سر نيل، دخول جميلة للمعركة؟!» (ネルの秘密, 巨乳美女参戦！？)        | 290-292      | 28 أكتوبر 2008     |
| 193   | «لا يقاوم، عرض دمى مرعب» (抵抗不能、恐怖の人形劇)                    | 292-293      | 4 نوفمبر 2008      |
| 194   | «ماضي نيليل» (ネリエルの過去)                                        | 294-295      | 11 نوفمبر 2008     |
| 195   | «الاتحاد النهائي! جدية بيشي» (究極合体！ ペッシェの本気)             | 296-297      | 18 نوفمبر 2008     |
| 196   | «دخول المعركة! ظهور أقوى جيش للشينغامي» (参戦！最強死神軍団登場)     | 298-299      | 25 نوفمبر 2008     |
| 197   | «بانكاي بياكويا، الغضب الهادئ» (白哉卍解、静かなる怒り)              | 300-301      | 2 ديسمبر 2008      |
| 198   | «العالِمان، فخ مايوري» (２人の科学者、マユリの罠)                     | 302-303      | 9 ديسمبر 2008      |
| 199   | «ميلاد مقدس، إعادة إحياء زايل أبورو» (聖誕、蘇るザエルアポロ)        | 304-305      | 16 ديسمبر 2008     |
| 200   | «الجسد الأصلب؟! تقطيع نويتورا» (最硬の体!? ノイトラを斬れ)           | 306-308      | 23 ديسمبر 2008     |
| 201   | «إطلاق نويتورا! الأذرع المتعددة» (ノイトラ開放！増殖した腕)          | 308-310      | 6 يناير 2009       |
| 202   | «انتهاء القتال الضاري! من الأقوى؟» (激動決着！最強は誰だ)            | 311-312      | 13 يناير 2009      |
| 203   | «تجمع مدينة كاراكورا! آيزن ضد الشينيغامي» (空座町に集結！藍染対死神) | 313-315      | 20 يناير 2009      |
| 204   | «استراتيجية إقناع قطاعات المعدة لإيتشيغو☆» (一護の切腹説得大作戦☆)   | حصرية        | 27 يناير 2009      |
| 205   | «صدمة! بطولة كيماري مليئة بالمجوفين» (ドキ！虚だらけの蹴鞠大会)      | حصرية        | 3 فبراير 2009      |

### الموسم الحادي عشر: الماضي
| الرقم | عنوان الحلقة                                                         | فصول المانغا     | تاريخ العرض الأصلي |
| ----- | -------------------------------------------------------------------- | ---------------- | ------------------ |
| 206   | «بداية فصل الماضي! الحقيقة قبل 110 عامًا» (過去編開始！110年前の真実) | -108             | 10 فبراير 2009     |
| 207   | «قائد الفرقة الثانية عشر، كيسكي أوراهارا» (十二番隊新隊長、浦原喜助) | -107             | 17 فبراير 2009     |
| 208   | «آيزن والفتى العبقري» (藍染と天才少年)                               | -106، -105، -104 | 24 فبراير 2009     |
| 209   | «فرقة موغورما التاسعة، تتحرك» (六車九番隊、出動せよ)                 | -104، -103       | 3 مارس 2009        |
| 210   | «موت هيوري؟ بداية المأساة» (ひよ里死す? 悲劇の始まり)                | -103، -102، -101 | 10 مارس 2009       |
| 211   | «خيانة! مناورات آيزن السرية» (裏切り！暗躍の藍染)                    | -100، -99        | 17 مارس 2009       |
| 212   | «إنقاذ هيراكو! آيزن ضد أوراهارا» (平子を救え！藍染VS浦原)            | -98، -97         | 24 مارس 2009       |

### الموسم الثاني عشر: آرانكر: معركة كاراكورا الحاسمة
| الرقم | عنوان الحلقة                                                                  | فصول المانغا                                         | تاريخ العرض الأصلي |
| ----- | ----------------------------------------------------------------------------- | ---------------------------------------------------- | ------------------ |
| 213   | «محقق الدفن الروحي، عودة الكاراكوري» (魂葬刑事カラクライザー誕生)             | رسوم من المجلد 29                                    | 31 مارس 2009       |
| 214   | «يوم الكاراكوري الأخير» (カラクライザー最後の日)                              | رسوم من المجلد 29                                    | 7 أبريل 2009       |
| 215   | «دافع عن مدينة كاراكورا! الظهور الكامل للشينيغامي» (空座町を護れ！死神総登場) | 316-317                                              | 14 أبريل 2009      |
| 216   | «النخبة! الشينيغامي الأربعة» (精鋭！四人の死神)                               | 318-319                                              | 21 أبريل 2009      |
| 217   | «تشارلوت الشرير الصغير الجميل» (美しき小悪魔シャルロッテ)                     | 320-321                                              | 28 أبريل 2009      |
| 218   | «كيرا، المعركة مع اليأس» (吉良、絶望の中での戦い)                             | 322-324                                              | 5 مايو 2009        |
| 219   | «شيكاي هيساغي! اسمه هو...» (檜佐木始解！その名は…)                            | 324-326                                              | 12 مايو 2009       |
| 220   | «سقوط إيكاكو! أزمة الشينيغامي» (一角倒れる！死神の危機)                       | 326-328                                              | 19 مايو 2009       |
| 221   | «المعركة الحاسمة الكاملة! الشينيغامي ضد الإسبادا» (全面対決！死神VS十刃)      | 328-330                                              | 26 مايو 2009       |
| 222   | «الثنائي الأكثر شرًا!؟ سوي فونغ وأومايدا» (最凶タッグ!?砕蜂&大前田)            | 331-332                                              | 2 يونيو 2009       |
| 223   | «جسد معجز! إطلاقات جيو» (驚異の肉体！ジオ解放)                                | 332-333                                              | 9 يونيو 2009       |
| 224   | «معركة ثلاثة ضد واحد! أزمة رانغيكو» (3vs1の戦闘！ピンチの乱菊)                | 333-335                                              | 16 يونيو 2009      |
| 225   | «نواب القادة قد هُزِموا! الوحش الشيطاني المرعب» (副隊長全滅！恐怖の妖獣)        | 336-337                                              | 23 يونيو 2009      |
| 226   | «القتال الضاري انتهى؟ نحو معركة جديدة!» (激闘終結？新たなる戦いへ！)          | 338-340                                              | 30 يونيو 2009      |
| 227   | «خطأ رائع» (ワンダフル・エラー)                                               | 0.8 0. قصة جانبية أ - الرمل 0. قصة جانبية ب - الدوَّار | 7 يوليو 2009       |
| 228   | «الصيف! البحر! مهرجان زي السباحة!!» (夏だ！海だ！水着祭!!)                    | مجلد 29: بليتش على الشاطئ!!                          | 14 يوليو 2009      |
| 229   | «بكاء الروح؟ وُلد الشينيغامي البساط» (魂の叫び？ヅラ死神誕生！)                | حصرية                                                | 21 يوليو 2009      |

### الموسم الثالث عشر: حكايات قاتل الأرواح غير المعروفة
| الرقم | عنوان الحلقة                                                                      | فصول المانغا | تاريخ العرض الأصلي |
| ----- | --------------------------------------------------------------------------------- | ------------ | ------------------ |
| 230   | «عدو جديد! تجسد الزانباكتو» (新たなる敵！斬魄刀実体化)                            | حصرية        | 28 يوليو 2009      |
| 231   | «بياكويا، الاختفاء مع أزهار الكرز» (白哉、桜と共に消ゆ)                           | حصرية        | 4 أغسطس 2009       |
| 232   | «سودي نو شيرايوكي ضد روكيا! القلب المرتبك» (袖白雪vsルキア！心の惑い)             | حصرية        | 11 أغسطس 2009      |
| 233   | «زانغيتسو يصبح عدوًا» (敵となった斬月)                                             | حصرية        | 18 أغسطس 2009      |
| 234   | «رينجي متفاجئ؟! زابيمارو المضاعف» (恋次驚愕!? 2人の蛇尾丸)                        | حصرية        | 25 أغسطس 2009      |
| 235   | «اشتباك! هيساغي ضد كازيشيني» (激突！檜佐木vs風死)                                 | حصرية        | 1 سبتمبر 2009      |
| 236   | «إطلاق! الغيتسوغا تينشو الجديدة» (放て！新たなる月牙天衝)                         | حصرية        | 8 سبتمبر 2009      |
| 237   | «سوي فونغ، محاصرة الزانباكتو» (砕蜂、斬魄刀を包囲せよ)                            | حصرية        | 15 سبتمبر 2009     |
| 238   | «صداقة؟ كراهية؟ هينكو & توبيومي» (友情？嫌悪？灰猫＆飛梅)                         | حصرية        | 22 سبتمبر 2009     |
| 239   | «صحوة هيورينمارو! قتال هيتسوغايا الضاري» (目覚めよ氷輪丸！日番谷激闘)             | -16          | 29 سبتمبر 2009     |
| 240   | «خيانة بياكويا» (裏切りの白哉)                                                    | حصرية        | 6 أكتوبر 2009      |
| 241   | «لأجل الفخر! بياكويا ضد رينجي» (誇りのために！白哉VS恋次)                         | حصرية        | 13 أكتوبر 2009     |
| 242   | «الشينيغامي والزانباكتو، الغارة الكلية» (死神＆斬魄刀、総出撃)                    | حصرية        | 20 أكتوبر 2009     |
| 243   | «قتال واحد ضد واحد! إيتشيغو ضد سينبونزاكورا» (一騎打ち！一護VS千本桜)             | حصرية        | 27 أكتوبر 2009     |
| 244   | «الذي طال انتظاره... ظهور كينباتشي!» (満を持して…剣八登場！)                      | حصرية        | 3 نوفمبر 2009      |
| 245   | «مطاردة بياكويا! فرق الغوتاي المرتبكة» (白哉を追え！混乱の護廷隊)                 | حصرية        | 10 نوفمبر 2009     |
| 246   | «مهمة خاصة! إنقاذ القائد الأعلى ياماموتو!» (特務！山本総隊長を救出せよ！)         | حصرية        | 17 نوفمبر 2009     |
| 247   | «الشينيغامي المخدوع! أزمة انهيار العالم» (騙された死神！世界崩壊の危機)           | حصرية        | 24 نوفمبر 2009     |
| 248   | «تنين الجليد وتنين اللهيب! المواجهة الحاسمة الأقوى!» (氷の龍と炎の龍！最強対決！) | حصرية        | 1 ديسمبر 2009      |
| 249   | «بانكاي سينبونزاكورا! هجوم ودفاع عالم الأحياء» (千本桜卍解！現世の攻防)           | حصرية        | 8 ديسمبر 2009      |
| 250   | «ذلك الرجل، لأجل عشيرة الكوتشيكي» (その男・朽木家ゆえに)                          | حصرية        | 15 ديسمبر 2009     |
| 251   | «التاريخ المظلم! ميلاد الشينيغامي الأسوء» (闇の歴史！最凶の死神、誕生)            | حصرية        | 22 ديسمبر 2009     |
| 252   | «بياكويا، الحقيقة وراء خيانته» (白哉、裏切りに隠された真実)                       | حصرية        | 5 يناير 2010       |
| 253   | «الكشف عن هوية موراماسا الحقيقية» (明かされた村正の正体)                          | حصرية        | 12 يناير 2010      |
| 254   | «بياكويا ورينجي، عودة الفرقة السادسة» (白哉と恋次、六番隊再び)                    | حصرية        | 19 يناير 2010      |
| 255   | «الفصل الأخير: حكايات قاتل الأرواح غير المعروفة» (終章・斬魄刀異聞篇)             | حصرية        | 26 يناير 2010      |
| 256   | «غضب بياكويا! انهيار عشيرة الكوتشيكي» (怒りの白哉！朽木家崩壊)                    | حصرية        | 2 فبراير 2010      |
| 257   | «عدو جديد! الطبيعة الحقيقية لسيوف الشياطين» (新たな敵！刀獣の正体)                | حصرية        | 9 فبراير 2010      |
| 258   | «أفعى ضالة، سعدان (قرد) معذب» (迷子の蛇、受難の猿)                                | حصرية        | 16 فبراير 2010     |
| 259   | «رعب! الوحش المتربص تحت الأرض» (恐怖！地下に潜む怪物)                             | حصرية        | 23 فبراير 2010     |
| 260   | «خاتمة؟! هيساغي ضد كازيشيني» (決着！？檜佐木VS風死)                               | حصرية        | 2 مارس 2010        |
| 261   | «الشخص ذو القدرة المجهولة! أوريهيمي مستهدفة» (未知なる能力者！狙われた織姫)       | حصرية        | 9 مارس 2010        |
| 262   | «سيف الشيطان المأسوي! بكاء هينيكو!» (悲劇の刀獣！灰猫、号泣！)                    | حصرية        | 16 مارس 2010       |
| 263   | «الحبس؟! سينبونزاكورا & زابيمارو» (幽閉？！千本桜＆蛇尾丸)                        | حصرية        | 23 مارس 2010       |
| 264   | «معركة الإناث؟ كاتين كيوكوتسو ضد ناناو» (女の戦い？花天狂骨vs七緒！)              | حصرية        | 30 مارس 2010       |
| 265   | «تطور؟! تهديد سيف الشيطان الأخير» (進化！？最後の刀獣の脅威)                      | حصرية        | 6 أبريل 2010       |

### الموسم الرابع عشر: آرانكر: السقوط
| الرقم | عنوان الحلقة                                                                                  | فصول المانغا              | تاريخ العرض الأصلي |
| ----- | --------------------------------------------------------------------------------------------- | ------------------------- | ------------------ |
| 266   | «إيتشيغو ضد ألوكيورا، الاستمرار» (一護VSウルキオラ、再開)                                     | ملخص أحداث من 313 إلى 339 | 13 أبريل 2010      |
| 267   | «قلوب متصلة! القبضة اليسرى لموت محقق» (繋がる心！決死の左拳)                                  | 339-342                   | 20 أبريل 2010      |
| 268   | «كراهية وغيرة، معضلة أوريهيمي» (憎悪と嫉妬、窮地の織姫)                                       | 341-343                   | 27 أبريل 2010      |
| 269   | «إيتشغو وأورويو، مقيدين ظهرًا لظهر» (一護と雨竜、背中合わせの絆)                               | 343-345                   | 4 مايو 2010        |
| 270   | «بداية اليأس... إيتشيغو، النصل الذي لا يمكن الوصول إليه» (絶望の始まり…一護、届かぬ刃)        | 346-348                   | 11 مايو 2010       |
| 271   | «موت إيتشغو! أوريهيمي، صرخة الحزن!» (一護死す！織姫、悲痛の叫び！)                            | 349-351                   | 18 مايو 2010       |
| 272   | «إيتشيغو ضد ألوكيورا، الختام» (一護VSウルキオラ、決着！)                                      | 352-354                   | 25 مايو 2010       |
| 273   | «غضب القرش! إطلاق آلبيل» (鮫の猛威！ハリベル解放)                                             | 354-355                   | 1 يونيو 2010       |
| 274   | «هيتسوغايا، هيوتين هياكاسو اليائس!» (日番谷、捨て身の氷天百華葬！)                            | 356-358                   | 8 يونيو 2010       |
| 275   | «لحظة الموت المقتربة، الملك حاكم الموت!» (迫る死の息吹、死を司る王！)                         | 356-359                   | 15 يونيو 2010      |
| 276   | «موت بضربة واحدة، سوي فينغ، بانكاي» (一撃決殺、砕蜂、卍解！)                                  | 358-360                   | 22 يونيو 2010      |
| 277   | «الذروة! كيوراكو ضد ستارك!» (白熱！京楽ＶＳスターク！)                                        | 361-362                   | 29 يونيو 2010      |
| 278   | «عودة الكابوس... إحياء الإسبادا» (悪夢再び…復活の十刃)                                        | 363-364                   | 6 يوليو 2010       |
| 279   | «هيراكو وآيزن... لقاء المصير!» (平子と藍染…因縁の再会！)                                      | 365-367                   | 13 يوليو 2010      |
| 280   | «هيساغي وتوسين، لحظة الفراق» (檜佐木と東仙、訣別の時)                                         | 368-370                   | 20 يوليو 2010      |
| 281   | «تاج الأكاذيب، حقد باراغان» (偽りの王冠、バラガンの怨恨)                                      | 370-371                   | 27 يوليو 2010      |
| 282   | «قوة الروح! هاجم يا لوس لوبوس!» (魂の力！群狼、襲来！)                                        | 372-373                   | 3 أغسطس 2010       |
| 283   | «ستارك، المعركة الوحيدة» (スターク、たった独りの戦い)                                         | 374-375                   | 10 أغسطس 2010      |
| 284   | «سلسلة التضحية، ماضي آلبيل» (犠牲の連鎖、ハリベルの過去)                                      | 376                       | 17 أغسطس 2010      |
| 285   | «حقد المئة عام! انتقام هيوري» (百年の怨恨！ひよ里の復讐)                                      | 376-378                   | 24 أغسطس 2010      |
| 286   | «عودة إيتشيغو! احمِ مدينة كاراكورا» (一護の帰還！空座町を護れ)                                 | 378-380                   | 31 أغسطس 2010      |
| 287   | «قصة جانبية! إيتشيغو والمصباح السحري» (外伝！一護と魔法のランプ)                              | حصرية                     | 7 سبتمبر 2010      |
| 288   | «الورقة الرابحة الأخيرة! إيتشيغو نحو المعركة الحاسمة» (最後の切り札！一護、決戦へ)            | 381-382                   | 14 سبتمبر 2010     |
| 289   | «بياكويا ضد كينباتشي؟! بداية العراك» (白哉ＶＳ剣八？！乱戦開始)                               | 382-384                   | 21 سبتمبر 2010     |
| 290   | «لأجل العدالة؟! الرجل الذي هجر الشينيغامي» (正義の為に？！死神を捨てた男)                     | 385-386                   | 28 سبتمبر 2010     |
| 291   | «صراع يائس مع آيزن! هيراكو، شيكاي!» (藍染との死闘！平子、始解！)                              | 386-387                   | 5 أكتوبر 2010      |
| 292   | «الحرب الشاملة! آيزن ضد الشينيغامي» (全面戦争！藍染ＶＳ死神)                                  | 388-389                   | 12 أكتوبر 2010     |
| 293   | «هيتسوغايا غاضب! نصل الكراهية!» (日番谷、激昂！憎しみの刃！)                                  | 390-392                   | 19 أكتوبر 2010     |
| 294   | «الهجوم مستحيل؟ الغينريوساي المختوم» (攻撃不能？封じられた元柳斎！)                           | 393-395                   | 26 أكتوبر 2010     |
| 295   | «إنها فخ... الروابط المُهندسَة!» (全ては罠…仕組まれた絆！)                                      | 396                       | 2 نوفمبر 2010      |
| 296   | «الحقيقة الصادمة... القوة الغامضة الكامنة بإيتشيغو!» (衝撃の真実…一護に秘められた力！)        | 397-398                   | 9 نوفمبر 2010      |
| 297   | «النصل الممتد؟! إيتشيغو ضد غين!» (伸びる刃！？一護VSギン！)                                   | 398-401                   | 16 نوفمبر 2010     |
| 298   | «فيلم! مهرجان! مهرجان أفلام الشينيغامي!» (映画だ！祭りだ！死神映画祭！)                       | حصرية                     | 23 نوفمبر 2010     |
| 299   | «احتفال افتتاحية المسرح! بيت الحجيم: المقدمة» (劇場公開記念！地獄編・序章)                    | حصرية                     | 30 نوفمبر 2010     |
| 300   | «ظهور أوراهارا! أوقفوا آيزن!» (浦原登場！藍染を阻止せよ！)                                    | 402-404                   | 7 ديسمبر 2010      |
| 301   | «إيتشيغو يفقد حماسته القتالية!؟ توقع غين!» (一護、戦意喪失！？ギンの思惑！)                   | 405-407                   | 14 ديسمبر 2010     |
| 302   | «غيتسوغا تينشو النهائية!؟ تدريب إيتشيغو!» (最後の月牙天衝！？一護の修行！)                    | 408-410                   | 21 ديسمبر 2010     |
| 303   | «العالم الحقيقي والشينيغامي! الحلقة الخاصة بالعام الجديد!» (現世も死神も！お正月スペシャル！) | حصرية                     | 4 يناير 2011       |
| 304   | «قصة جانبية أخرى! هذه المرة العدو هو وحش!؟» (外伝再び！今度の敵はモンスター！？)              | حصرية                     | 11 يناير 2011      |
| 305   | «زئير واهم! هيساغي باتجاه حانة اليانابيع الساخنة!» (妄想爆走！檜佐木、温泉旅館へ！)           | حصرية                     | 18 يناير 2011      |
| 306   | «لأجل الحماية! إيتشيغو ضد تينسا زانغيتسو!» (護るために！一護ＶＳ天鎖斬月！)                   | 411-412                   | 25 يناير 2011      |
| 307   | «موقف طارئ! آيزن، تطور جديد!» (緊急事態！藍染、更なる進化！)                                  | 413-415                   | 1 فبراير 2011      |
| 308   | «وادعا... رانغيكو» (さよなら…乱菊)                                                            | 416-418                   | 8 فبراير 2011      |
| 309   | «انتهاء القتال الضاري! إطلاق غيتسوغا تينشو النهائية!» (激闘決着！放て、最後の月牙天衝！)      | 419-421                   | 15 فبراير 2011     |
| 310   | «قرار إيتشيغو! ثمن المعركة الضارية» (一護の覚悟！激闘の代償)                                  | 422-423                   | 22 فبراير 2011     |
| 311   | «محقق الأرواح: كاراكورايزر ينطلق مجددًا!» (魂葬刑事・カラクライザー再発進！)                   | حصرية                     | 1 مارس 2011        |
| 312   | «تنصيب! قائد الفرقة الثانية الجديد!» (就任！新たなる二番隊隊長！)                             | حصرية                     | 8 مارس 2011        |
| 313   | «الرجل الذي يخاطر بحياته في الفرقة الحادية عشرة!» (十一番隊に命を賭けた男！)                  | حصرية                     | 15 مارس 2011       |
| 314   | «كون رأى ذلك! سر سيدة مكتبة جميلة» (コンは見た！美人OLの秘密)                                 | حصرية                     | 22 مارس 2011       |
| 315   | «صديق ياتشيرو! ظهور شينيغامي العدل!» (やちるの友！正義の死神登場！)                           | حصرية                     | 29 مارس 2011       |
| 316   | «إجازة توشيرو هيتسوغايا!» (日番谷冬獅郎の休日！)                                              | حصرية                     | 5 أبريل 2011       |

### الموسم الخامس عشر: غزو فرق الحماية 13
| الرقم | عنوان الحلقة                                                                                | فصول المانغا | تاريخ العرض الأصلي |
| ----- | ------------------------------------------------------------------------------------------- | ------------ | ------------------ |
| 317   | «حادثة غريبة في السيريتي؟! فصل الجيش الغازي للغوتاي 13!» (瀞霊廷に異変?!護廷十三隊侵軍篇！) | حصرية        | 12 أبريل 2011      |
| 318   | «رينجي ضد روكيا؟! معركة مع الرفقاء!» (恋次ＶＳルキア?!仲間との戦い！)                       | حصرية        | 19 أبريل 2011      |
| 319   | «شبكة إيتشيغو للصيد! الهروب من مجتمع الأرواح!» (一護捕縛網！尸魂界を脱出せよ！)             | حصرية        | 26 أبريل 2011      |
| 320   | «تجمع الغوتاي 13 في العالم الحقيقي!» (護廷十三隊、現世に集結！)                             | حصرية        | 3 مايو 2011        |
| 321   | «مواجهة الذات المشتركة، إكاكو ضد إكاكو!» (自分同士の対決、一角VS一角！)                     | حصرية        | 10 مايو 2011       |
| 322   | «اشتباك! روكيا ضد روكيا!» (激突！ルキアVSルキア！)                                          | حصرية        | 17 مايو 2011       |
| 323   | «احمِ إيتشيغو! عزيمة نوزومي» (護れ一護！望実の決意)                                          | حصرية        | 24 مايو 2011       |
| 324   | «استعادة السيريتي! تحرك القادة!» (瀞霊廷奪還へ！隊長たち、動く！)                           | حصرية        | 31 مايو 2011       |
| 325   | «لأجل المؤمنين! بياكويا ضد هيتسوغايا!» (信ずるものの為に！白哉vs日番谷！)                   | حصرية        | 7 يونيو 2011       |
| 326   | «اثنان من هيناموري، قرار هيتسوغايا» (ふたりの雛森、日番谷の覚悟)                            | حصرية        | 14 يونيو 2011      |
| 327   | «كبرياء عائلة كوتشيكي! بياكويا ضد بياكويا!» (朽木家の誇り！白哉VS白哉！)                    | حصرية        | 21 يونيو 2011      |
| 328   | «اهزم كاغيروزا! حرب الشينيغامي!» (影狼佐を倒せ！死神、総力戦！)                             | حصرية        | 28 يونيو 2011      |
| 329   | «البحث العلمي المحرم... سر هوزومي المخفي!» (禁断の研究…望実に隠された秘密！)                | حصرية        | 5 يوليو 2011       |
| 330   | «أريد أن أعيش...! زانباكتو نوزومي» (生きたい…！望実の斬魄刀)                                | حصرية        | 12 يوليو 2011      |
| 331   | «لأجل القتال! نوزومي المتيقظ!» (戦うために！ 目覚めよ望実！)                                | حصرية        | 19 يوليو 2011      |
| 332   | «الريغاي الأكثر شرًا يظهر في العالم الحقيقي!» (最凶の霊骸、 現世に現る！)                    | حصرية        | 26 يوليو 2011      |
| 333   | «تدمير نوزومي؟ قرار جينريوساي!» (望実を消す!? 元柳斎の決断！)                               | حصرية        | 2 أغسطس 2011       |
| 334   | «الرياتسو المستنفذ! إيتشيغو، نضال الموت للروح!» (失われる霊圧！ 一護、魂の死闘！)           | حصرية        | 9 أغسطس 2011       |
| 335   | «مختبئ في الدانجاي؟ إيتشيغو آخر؟!» (断界に潜伏？もう一人の一護！？)                         | حصرية        | 16 أغسطس 2011      |
| 336   | «طارد كاغيروزا! التسلل إلى قسم التطوير التقني!» (影狼佐を追え！技術開発局、潜入！)          | حصرية        | 23 أغسطس 2011      |
| 337   | «مطور الأرواح المعدلة» (改造魂魄の開発者)                                                   | حصرية        | 30 أغسطس 2011      |
| 338   | «أفكار كون، أفكار نوزومي» (コンの想い、望実の想い)                                          | حصرية        | 6 سبتمبر 2011      |
| 339   | «احمِ إيتشيغو! روابط الأصدقاء!» (一護を護れ！仲間たちの絆！)                                 | حصرية        | 13 سبتمبر 2011     |
| 340   | «ريغاي ضد الأصلي، القتال الضاري للكبرياء المُراهَن عليه!» (霊骸VS原種、誇りをかけた激闘！)    | حصرية        | 20 سبتمبر 2011     |
| 341   | «ختام فصل الجيش الغازي!» (侵軍篇、最終決着！)                                               | حصرية        | 27 سبتمبر 2011     |
| 342   | «شكرًا لك» (ありがとう)                                                                      | 423          | 4 أكتوبر 2011      |

### الموسم السادس عشر: الشينيغامي البديل المفقود
| الرقم | عنوان الحلقة                                                                           | فصول المانغا | تاريخ العرض الأصلي |
| ----- | -------------------------------------------------------------------------------------- | ------------ | ------------------ |
| 343   | «فتى في الصف الثالث الثانوي! مستعد ويبدأ فصل جديد!» (高校３年生！装い新たに新章開始！) | 424-425      | 11 أكتوبر 2011     |
| 344   | «خلاف في المدرسة! إيتشيغو وأوريو يتقاتلان!» (学校間抗争!?一護と雨竜、共闘！)           | 426-429      | 25 أكتوبر 2011     |
| 345   | «أوريو يتعرض لهجوم، خطر يقترب من الأصدقاء!» (襲われた雨竜、仲間達に迫る脅威！)         | 428-430      | 31 أكتوبر 2011     |
| 346   | «الرجل ذو قدرة الفولبرينغ: كوغو غينجو» (完現術の能力者・銀城空吾)                      | 431-433      | 1 نوفمبر 2011      |
| 347   | «أزمة تتسلل إلى عائلة كوروساكي!؟ ارتباك إيتشيغو!» (黒崎家に忍び寄る危機!?一護の迷い！) | 433          | 8 نوفمبر 2011      |
| 348   | «قوة شارة البديل، "فخر" إيتشيغو!» (代行証の力、一護の“誇り”！)                         | 434-436      | 15 نوفمبر 2011     |
| 349   | «الهدف التالي، يدا الشيطان تهدف إلى أوريهيمي!» (次の標的、織姫を狙う魔の手！)          | 437-439      | 22 نوفمبر 2011     |
| 350   | «الرجل الذي قتل بديل الشينيغامي!؟ تحرك تسوكيشيما» (死神代行を殺した男!?動き出す月島)   | 440-442      | 29 نوفمبر 2011     |
| 351   | «فولبرينغ، القوة الممقوتة!» (フルブリング、忌み嫌われた力！)                           | 441-442، 471 | 6 ديسمبر 2011      |
| 352   | «هجوم تسوكيشيما! إعاقة التمرين» (月島、強襲！妨害された修行)                           | 442-444، 471 | 13 ديسمبر 2011     |
| 353   | «إيتشيغو يتقن الفولبرينغ!» (一護、完現術を使いこなせ！)                                | 445-446      | 20 ديسمبر 2011     |
| 354   | «إيتشيغو ضد غينجو! إلى فضاء اللعبة» (一護vs銀城、ゲームの空間へ)                       | 447-448      | 27 ديسمبر 2011     |
| 355   | «حرب الشينيغامي! سنة جديدة خاصة في السيريتي!» (死神参戦！瀞霊廷もお正月SP！)           | حصرية        | 10 يناير 2012      |
| 356   | «صديق أم عدو!؟ نوايا غينجو الحقيقية!» (敵か味方か!?銀城の見えない心！)                 | 449-451      | 17 يناير 2012      |
| 357   | «قدرة تسوشيكيما... اقتراب الخطر!» (忍び寄る脅威…月島の能力！)                          | 452          | 24 يناير 2012      |
| 358   | «اشتباك!؟ إكسكيوشن يهاجم غينجو» (激突!?銀城を襲うXCUTION)                              | 453          | 31 يناير 2012      |
| 359   | «المعركة المحزنة! إيتشيغو ضد أوريهيمي وسادو» (哀しみの戦い！一護VS茶渡＆織姫)          | 454-456      | 7 فبراير 2012      |
| 360   | «إيتشيغو ضد أوريو!؟ من الخائن!؟» (一護vs雨竜!?裏切り者は誰だ！)                        | 456-458      | 14 فبراير 2012     |
| 361   | «ظهور جديد! وصول الغوتاي 13!» (新たな姿！護廷十三隊、見参！)                           | 459-460      | 21 فبراير 2012     |
| 362   | «إنعاش! الشينيغامي البديل: إيتشيغو كوروساكي!» (復活！死神代行･黒崎一護！)              | 461-463      | 28 فبراير 2012     |
| 363   | «القتال الضاري! الشينيغامي ضد الإكسكيوشن!» (激闘！死神vsXCUTION！)                     | 464-468، 471 | 6 مارس 2012        |
| 364   | «نضال يائس!؟ ذكريات بياكويا المضطربة» (絶体絶命!?記憶を挟まれた白哉)                   | 468-472      | 13 مارس 2012       |
| 365   | «إيتشيغو ضد غينجو! سر شارة البديل» (一護VS銀城！代行証の秘密)                          | 470، 473-476 | 20 مارس 2012       |
| 366   | «تاريخ متغير، قلب ثابت» (変わりゆく歴史、変わらぬ心)                                   | 476-479      | 27 مارس 2012       |

## الأفلام
| رقم | العنوان                                                                     | تاريخ العرض الأصلي |
| --- | --------------------------------------------------------------------------- | ------------------ |
| 1   | «ذكريات اللا أحد» (劇場版BLEACH [ブリーチ] MEMORIES OF NOBODY)              | 16 ديسمبر 2006     |
| 2   | «تمرد غبار الماس» (劇場版BLEACH The DiamondDust Rebellion もう一つの氷輪丸) | 22 ديسمبر 2007     |
| 3   | «التلاشي إلى الأسود» (Fade to Black 君の名を呼ぶ)                           | 13 ديسمبر 2008     |
| 4   | «قصيدة الجحيم» (ブリーチ: 地獄篇)                                           | 4 ديسمبر 2010      |

## الأوفا
| رقم الأوفا | العنوان                                                | تاريخ الإصدار الأصلي |  |
| ---------- | ------------------------------------------------------ | -------------------- |  |
|            |                                                        |                      |  |
| 1          | «بليتش جمب فيستا جولة الأنمي: ذكريات في المطر»         | 2004                 |  |
| 2          | «بليتش جمب فيستا 2005 جولة الأنمي: نوبة السيف المختوم» | 2005                 |  |

## إصدرات منزلية

### الموسم الأول
| المجلد | تاريخ الإصدار | الحلقات | مرجع   |
| ------ | ------------- | ------- | ------ |
| 1      | 2 فبراير 2005 | 1–4     | [ 8 ]  |
| 2      | 2 مارس 2005   | 5–8     | [ 47 ] |
| 3      | 13 أبريل 2005 | 9–12    | [ 48 ] |
| 4      | 11 مايو 2005  | 13–16   | [ 49 ] |
| 5      | 1 يونيو 2005  | 17–20   | [ 50 ] |

### الموسم الثاني
| المجلد | تاريخ الإصدار  | الحلقات | مرجع   |
| ------ | -------------- | ------- | ------ |
| 1      | 27 يوليو 2005  | 21–24   | [ 51 ] |
| 2      | 24 أغسطس 2005  | 25–28   | [ 52 ] |
| 3      | 28 سبتمبر 2005 | 29–32   | [ 53 ] |
| 4      | 26 أكتوبر 2005 | 33–36   | [ 54 ] |
| 5      | 23 نوفمبر 2005 | 37–41   | [ 55 ] |

### الموسم الثالث
| المجلد | تاريخ الإصدار  | الحلقات | مرجع   |
| ------ | -------------- | ------- | ------ |
| 1      | 21 ديسمبر 2005 | 42–45   | [ 56 ] |
| 2      | 25 يناير 2006  | 46–49   | [ 57 ] |
| 3      | 22 فبراير 2006 | 50–53   | [ 58 ] |
| 4      | 29 مارس 2006   | 54–58   | [ 59 ] |
| 5      | 26 أبريل 2006  | 59–63   | [ 60 ] |

### الموسم الرابع
| المجلد | تاريخ الإصدار  | الحلقات | مرجع   |
| ------ | -------------- | ------- | ------ |
| 1      | 24 مايو 2006   | 64–67   | [ 61 ] |
| 2      | 28 يونيو 2006  | 68–71   | [ 62 ] |
| 3      | 26 يوليو 2006  | 72–75   | [ 63 ] |
| 4      | 23 أغسطس 2006  | 76–79   | [ 64 ] |
| 5      | 25 أكتوبر 2006 | 80–83   | [ 65 ] |
| 6      | 22 نوفمبر 2006 | 84–87   | [ 66 ] |
| 7      | 20 ديسمبر 2006 | 88–91   | [ 67 ] |

### الموسم الخامس
| المجلد | تاريخ الإصدار  | الحلقات | مرجع   |
| ------ | -------------- | ------- | ------ |
| 1      | 24 يناير 2007  | 92–95   | [ 68 ] |
| 2      | 28 فبراير 2007 | 96–99   | [ 69 ] |
| 3      | 28 مارس 2007   | 100–104 | [ 70 ] |
| 4      | 25 أبريل 2007  | 105–109 | [ 71 ] |

### الموسم السادس
| المجلد | تاريخ الإصدار  | الحلقات | مرجع   |
| ------ | -------------- | ------- | ------ |
| 1      | 27 يونيو 2007  | 110–113 | [ 72 ] |
| 2      | 25 يوليو 2007  | 114–117 | [ 73 ] |
| 3      | 22 أغسطس 2007  | 118–121 | [ 74 ] |
| 4      | 25 سبتمبر 2007 | 122–126 | [ 75 ] |
| 5      | 24 أكتوبر 2007 | 127–131 | [ 76 ] |

### الموسم السابع
| المجلد | تاريخ الإصدار  | الحلقات | مرجع   |
| ------ | -------------- | ------- | ------ |
| 1      | 19 ديسمبر 2007 | 132–135 | [ 77 ] |
| 2      | 23 يناير 2008  | 136–139 | [ 78 ] |
| 3      | 27 فبراير 2008 | 140–143 | [ 79 ] |
| 4      | 26 مارس 2008   | 144–147 | [ 80 ] |
| 5      | 23 أبريل 2008  | 148–151 | [ 81 ] |

### الموسم الثامن
| المجلد | تاريخ الإصدار | الحلقات | مرجع   |
| ------ | ------------- | ------- | ------ |
| 1      | 28 مايو 2008  | 152–155 | [ 82 ] |
| 2      | 25 يونيو 2008 | 156–159 | [ 83 ] |
| 3      | 23 يوليو 2008 | 160–163 | [ 84 ] |
| 4      | 27 أغسطس 2008 | 164–167 | [ 85 ] |

### الموسم التاسع
| المجلد | تاريخ الإصدار  | الحلقات | مرجع   |
| ------ | -------------- | ------- | ------ |
| 1      | 26 نوفمبر 2008 | 168–171 | [ 86 ] |
| 2      | 17 ديسمبر 2008 | 172–175 | [ 87 ] |
| 3      | 28 يناير 2009  | 176–179 | [ 88 ] |
| 4      | 25 فبراير 2009 | 180–184 | [ 89 ] |
| 5      | 25 مارس 2009   | 185–189 | [ 90 ] |

### الموسم العاشر
| المجلد | تاريخ الإصدار | الحلقات | مرجع   |
| ------ | ------------- | ------- | ------ |
| 1      | 27 مايو 2009  | 190–193 | [ 91 ] |
| 2      | 24 يونيو 2009 | 194–197 | [ 92 ] |
| 3      | 22 يوليو 2009 | 198–201 | [ 93 ] |
| 4      | 26 أغسطس 2009 | 202–205 | [ 94 ] |

### الموسم الحادي عشر
| المجلد | تاريخ الإصدار  | الحلقات | مرجع   |
| ------ | -------------- | ------- | ------ |
| 1      | 25 نوفمبر 2009 | 206–208 | [ 95 ] |
| 2      | 16 ديسمبر 2009 | 209–212 | [ 96 ] |

### الموسم الثاني عشر
| المجلد | تاريخ الإصدار  | الحلقات | مرجع    |
| ------ | -------------- | ------- | ------- |
| 1      | 27 يناير 2010  | 213–216 | [ 97 ]  |
| 2      | 24 فبراير 2010 | 217–220 | [ 98 ]  |
| 3      | 25 مارس 2010   | 221–224 | [ 99 ]  |
| 4      | 25 أبريل 2010  | 225–229 | [ 100 ] |

### الموسم الثالث عشر
| المجلد | تاريخ الإصدار  | الحلقات | مرجع    |
| ------ | -------------- | ------- | ------- |
| 1      | 26 مايو 2010   | 230–233 | [ 101 ] |
| 2      | 23 يونيو 2010  | 234–237 | [ 102 ] |
| 3      | 21 يوليو 2010  | 238–241 | [ 103 ] |
| 4      | 25 أغسطس 2010  | 242–245 | [ 104 ] |
| 5      | 22 سبتمبر 2010 | 246–249 | [ 105 ] |
| 6      | 27 أكتوبر 2010 | 250–253 | [ 106 ] |
| 7      | 24 نوفمبر 2010 | 254–257 | [ 107 ] |
| 8      | 15 ديسمبر 2010 | 258–261 | [ 108 ] |
| 9      | 26 يناير 2011  | 262–265 | [ 109 ] |

### الموسم الرابع عشر
| المجلد | تاريخ الإصدار  | الحلقات | مرجع    |
| ------ | -------------- | ------- | ------- |
| 1      | 23 فبراير 2011 | 266–270 | [ 110 ] |
| 2      | 23 مارس 2011   | 271–274 | [ 111 ] |
| 3      | 27 أبريل 2011  | 275–278 | [ 112 ] |
| 4      | 25 مايو 2011   | 279–282 | [ 113 ] |
| 5      | 22 يونيو 2011  | 283–286 | [ 114 ] |
| 6      | 16 يوليو 2011  | 287–291 | [ 115 ] |
| 7      | 24 أغسطس 2011  | 292–295 | [ 116 ] |
| 8      | 21 سبتمبر 2011 | 296–299 | [ 117 ] |
| 9      | 26 أكتوبر 2011 | 300–303 | [ 118 ] |
| 10     | 23 نوفمبر 2011 | 304–307 | [ 119 ] |
| 11     | 14 ديسمبر 2011 | 308–311 | [ 120 ] |
| 12     | 25 يناير 2012  | 312–316 | [ 121 ] |

### الموسم الخامس عشر
| المجلد | تاريخ الإصدار  | الحلقات | مرجع    |
| ------ | -------------- | ------- | ------- |
| 1      | 22 فبراير 2012 | 317–321 | [ 122 ] |
| 2      | 21 مارس 2012   | 322–325 | [ 123 ] |
| 3      | 25 أبريل 2012  | 326–329 | [ 124 ] |
| 4      | 23 مايو 2012   | 330–333 | [ 125 ] |
| 5      | 27 يونيو 2012  | 334–337 | [ 126 ] |
| 6      | 25 يوليو 2012  | 338–342 | [ 127 ] |

### الموسم السادس عشر
| المجلد | تاريخ الإصدار  | الحلقات | مبيعات (عدد النسخ) | مرجع            |
| ------ | -------------- | ------- | ------------------ | --------------- |
| 1      | 22 أغسطس 2012  | 343–346 | 1,993              | [ 128 ] [ 129 ] |
| 2      | 26 سبتمبر 2012 | 347–350 | 2,069              | [ 130 ] [ 131 ] |
| 3      | 24 أكتوبر 2012 | 351–354 | 1,927              | [ 132 ] [ 133 ] |
| 4      | 21 نوفمبر 2012 | 355–358 | 1,785              | [ 134 ] [ 135 ] |
| 5      | 19 ديسمبر 2012 | 359–362 | 1,755              | [ 136 ] [ 137 ] |
| 6      | 23 يناير 2013  | 363–366 | 2,003              | [ 9 ] [ 138 ]   |

### الأفلام
| الفيلم                    | تاريخ الإصدار  | مرجع    |
| ------------------------- | -------------- | ------- |
| بليتش: ذكريات اللا أحد    | 5 سبتمبر 2007  | [ 139 ] |
| بليتش: تمرد غبار الماس    | 3 سبتمبر 2008  | [ 140 ] |
| بليتش: التلاشي إلى الأسود | 30 سبتمبر 2009 | [ 141 ] |
| بليتش: قصيدة الجحيم       | 24 أغسطس 2011  | [ 142 ] |

## معلومات
1. ↑  كوينسي (بالإنجليزية: Quincy، باليابانية: クインシー) أو كوينشي (滅却師 كوينشي؟، حرفيًا "راهب الدمار"، (حرف c يُنطق باليابانية sh شين)) وهم بشر لديهم قوى روحية يستطيعون بها تدمير الوحوش المجوفة.
2. ↑  المجوف (بالإنجليزية:Hollow، بالنطق الإنجليزي:ホロウ، باليابانية:虚) هو وحش يسعى وراء القوى الروحية الكبيرة لأكلها ويتميز بقناع وفجوة في الصدر (مكان القلب)
3. ↑  البونت (バウント؟) هم جماعة تتغذى على أرواح البشر وأيضًا الشينيغامي والكوينسي.
4. ↑  البانكاي (卍解 بانكاي؟، تعني حرفيًا الإطلاق الأخير)، وهي خاصية في قاتل الأرواح تعطيه قوة هائلة وغالبًا يتقن القادة فقط هذه القدرة.
5. ↑  الفيزود (بالإنجليزية:Visored، بالنطق الياباني:ヴァイザード، باليابانية: 仮面の軍勢)، تعني حرفيًا الجيش المقنع، وهم مجموعة من الشينغامي لديهم قوى الوحوش المجوفة وقد كانوا قادة ونواب قادة في فرق الحماية الثلاثة عشرة.
6. ↑  آرانكر (بالإسبانية: Arrancar، بالنطق الياباني:アランカル، باليابانية: 破面) وتعني "التمزيق" وتعني باليابانية "القناع الممزق"، وهم وحوش مجوفة اكتسبت قوى كبرى ولديهم سيف مثل الشينغامي وكانوا يعملون تحت إمرة آيزن.
7. ↑  التجوُّف (بالإنجليزية: Hollowfication، بالنطق اليابانية: ホロウ)化، باليابانية: 虚) هو خاصية التحول إلى وحش مجوف أو امتلاك قوته وقناعه وتقنياته.
8. ↑  هيوكو موندو (بالإسبانية:Hueco Mundo وتعني "العالم المجوف"، بالنطق الياباني: ウェコムンド، وباليابانية: 虚圏 وتعني "الكرة المجوفة") هو البعد الذي يعيش فيه المجوفون والآرانكر. يقع بين مجتمع الأرواح وعالم الحياة.
9. ↑  إسبادا (بالإسبانية: Espada وتعني "سيف"، بالنطق الياباني: エスパーダ، باليابانية: 十刃 وتعني "عشرة نصول")، هم أعلى رتبة في جيش آيزن وأقوى الآرانكر وعددهم عشرة.
10. ↑  مينوس (بالإسبانية: Menos، بالنطق الياباني: メノス) وتعني "ناقص" أو "أقل"، وهم مجموعة من الوحوش المجوفة مكونة من مئات المجوفين قد امتزجت مع بعضها البعض.
11. ↑  الغوتاي 13 (護廷十三隊 غوتايجوسانتاي؟، تعني حرفيًا "فرق الحماية الملكية الثلاثة عشر")، وهي مؤسسة عسكرية مخصصة لحماية مجتمع الأرواح؛ وكل فرقة لها قائد ونائب قائد ورتبها تسمى المقاعد.
12. ↑  كيماري (蹴鞠؟) هي لعبة كرة يابانية اشتهرت في فترة هييآن.
13. ↑  فولبرينغ (بالإنجليزية: Fullbring، بالنطق الياباني: フルブリンガー، وتعني الإحضار الكامل، باليابانية: 完現術者 والتي تعني فنان الإظهار الكامل) هي قدرة تجعل متقنها يتحكم في الأرواح الساكنة في جميع الأوساط الفيزيائية، ومصدر قوتهم هي الطاقة الروحية (الرياتسو) للمجوفين.
14. ↑  إكسكيوشن (بالإنجليزية: Xcution، بالنطق الياباني: エクスキューション)، هي منظمة تجمع البشر ذوي قدرة الفولبرينغ.